# Нарачанська сільська рада
Нарачанська сільська рада (біл. Нарачанскі сельсавет) — адміністративно-територіальна одиниця в складі Мядельського району розташована в Мінській області Білорусі. Адміністративний центр — Нарочь (Кобильниик).
Нарачанська сільська рада розташована на межі центральної Білорусі, у північній частині Мінської області орієнтовне розташування — супутникові знимки [Архівовано 25 серпня 2011 у WebCite], на захід від Мяделі.
До складу сільради входять 47 населених пунктів:
- Антонісберг • Абрами • Балаші • Бєймишки • Бєловщина • Борові • Бреські • Брили • Застінок Брили • Внуки • Воронці • Глубокий Ручєй • Голубеньки • Зеленьки • Зубренівка • Кузьмичі • Кусевщина • Лещинськ • Логовини • Лижичі • Мала Сирмеж • Матяси • Мельники • Наноси • Нарочь • Нікраши • Пасашки • Пасинки • Печенки • Плетяши • Радки • Реп'яхи • Редупля • Рудошани • Рибки • Симони • Скори • Слуки • Струголапи • Теляки • Терлюки • Тюкши • Черевки • Чехи • Чучелиці • Швакшти • Шишки.